# 伊格爾斯巴赫河 (布龍巴赫河支流)
49°09′12″N 10°52′27″E / 49.153363°N 10.874126°E
伊格爾斯巴赫河（德語：Igelsbach），是德國的河流，位於該國東南部，由巴伐利亞負責管轄，屬於布龍巴赫河的支流，最終在阿布斯貝格附近注入大布羅姆巴赫湖。